# Stadion Nord
Das Stadion Nord, ab 1933 Adolf-Hitler-Kampfbahn, war ein Stadion im Hamburger Stadtteil Groß Borstel. Eine Restfläche des Stadions wird heute vom Betriebssportverein Lufthansa Sportverein als Sportplatz betrieben; der größere Teil ist vom Flughafen Hamburg und von Parzellen des Kleingartenvereins „Stadion“ bedeckt. Die Liegenschaft befindet sich an der Borsteler Chaussee.

## Geschichte

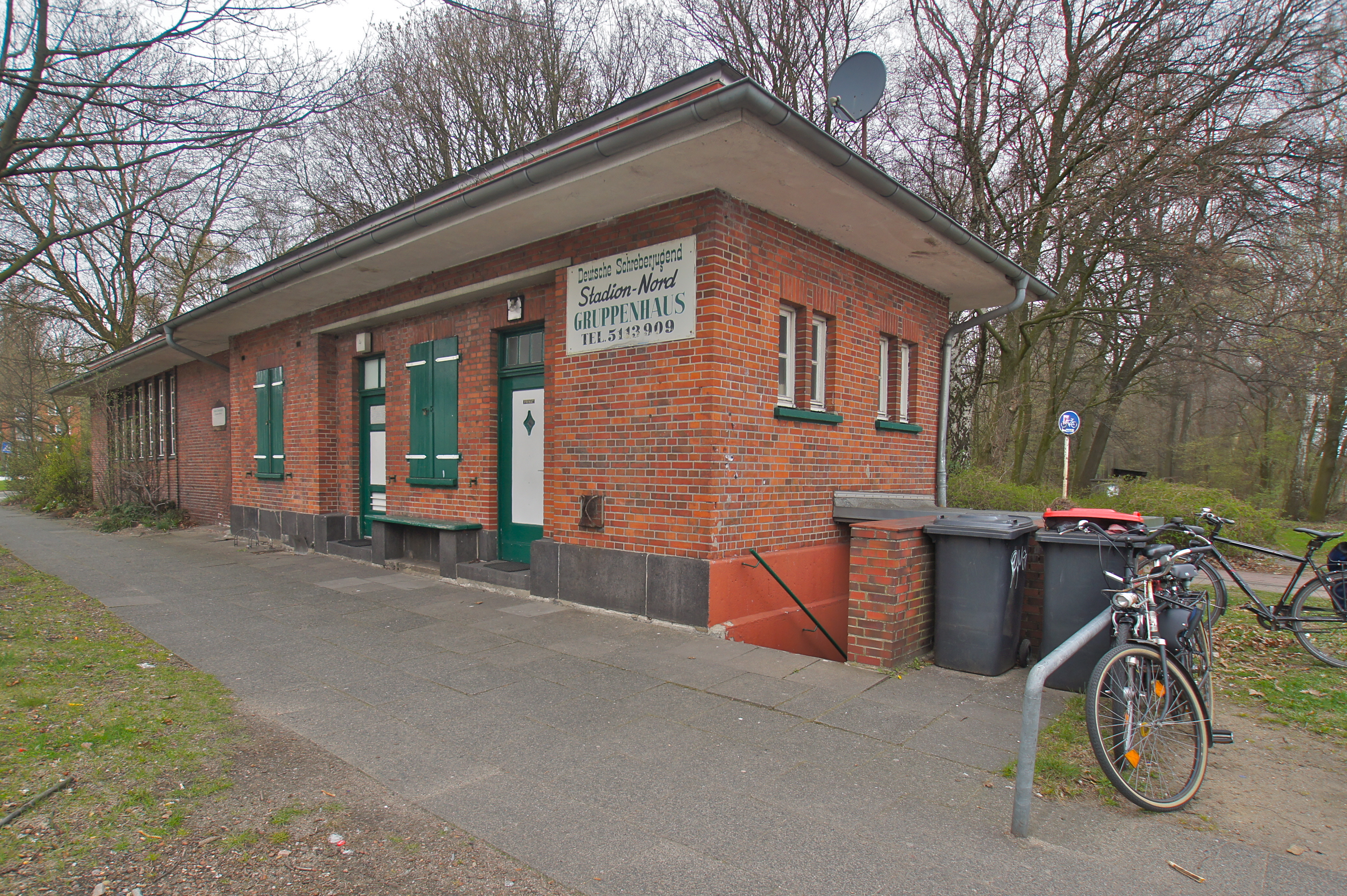
Haus der Deutschen Schreberjugend, Stadion Nord (räumlich jedoch am anderen Ende Groß Borstels gelegen)

Die Sicherheitspolizei Hamburg gründete am 28. Mai 1920 die Sportvereinigung Polizei Hamburg von 1920. Polizeisportvereine erfreuten sich in der Bevölkerung großer Beliebtheit, da sie sowohl über gepflegte Sportanlagen verfügten als auch offen für Nicht-Polizisten waren. Zu Beginn des 20. Jahrhunderts wurde der Schießstand vom Eppendorfer Moor nach Groß Borstel verlegt und 1922 begann der Bau des Stadions Nord, wozu auch Häftlinge der umgangssprachlich oft „Santa Fu“ genannten Justizvollzugsanstalt Fuhlsbüttel eingesetzt wurden. Am 5. Juli 1925 war Eröffnung des Stadions, das eine Kapazität von 7000 Plätzen bot.
Der Fußballverein und die Feldhandballer des Polizeisportvereins waren sowohl in der Elbekreisklasse – damals Hamburgs höchste Liga – als auch der Gauliga Nordmark erfolgreich. Hans Theilig und Hermann Hansen spielten in der deutschen Männer-Handballnationalmannschaft. 
In der Zeit des Nationalsozialismus erfolgte zum Himmelfahrtssportfest am 26. Mai 1933 die Umbenennung in „Adolf-Hitler-Kampfbahn“. Die Fußballmannschaft der Sportvereinigung trug ab 1939 ihre Spiele auf dem Sportplatz im Sternschanzenpark aus, bis 1942 Polizisten im Weltkrieg an die Front eingezogen wurden und der Betrieb endete.
Angaben, bis wann das Stadion existierte, sind je nach Quelle höchst unterschiedlich. So wird berichtet, dass es bereits 1934 zugunsten einer Kleingartenanlage aufgegeben worden sei. Dementgegen wird angeführt, dass das Stadion – zumindest die Tribünen – nach Kriegsende während der Berliner Luftbrücke 1948 der Erweiterung des Flughafens (der als einziger Zivilflughafen in die Luftverlastung eingebunden war) zum Opfer fiel. Auf Stadtplänen war der Sportplatz bis 1957 eingezeichnet. 1952 wurde der Schießstand aufgegeben, und Ende der 1970er Jahre übernahm der Lufthansa-Sportverein das Gelände und riss sowohl die Reste eines Flakturms aus dem Krieg als auch Nissenhütten ab.